# Weekend (Earth & Fire)
Weekend is een single van Earth & Fire uit 1979.

## Geschiedenis
Earth & Fire speelde vanaf het begin voornamelijk progressieve rock. Echter, bij het uitbrengen van singles bleken progressieve rock en popmuziek prima bij elkaar aan te sluiten. De singles hadden steevast succes met als hoogtepunt Memories (1972). De band leverde in 1978 een demo in bij vaste producer Jaap Eggermont, die het materiaal onvoldoende vond. In 1979 werd met producer Gerrit-Jan Leenders het album Reality Fills Fantasy opgenomen, een mengeling van de progressieve rock- en popmuziek. People Come, People Go was de suite; de rest bestond uit relatief korte nummers. Tussen die nummers stond de onopvallende track Weekend, een niemendalletje van nog geen vier minuten. De keus voor de eerste single viel op dat nummer.
Weekend gaat over een persoon, die zijn/haar geliefde alleen maar ziet tijdens het weekend. Het werd geschreven door Gerard Koerts. Hij zag eigenlijk niets in het nummer en wilde het weggooien, maar Koerts' kinderen, die het beluisterd hadden, wisten dat te voorkomen. Later verdedigde Earth & Fire zich, door te stellen dat zelfs gerenommeerde bands als The Beatles weleens niemendalletjes schreven, bijvoorbeeld Ob-La-Di, Ob-La-Da. Weekend werd het niemendalletje van Earth & Fire. Toppop van de AVRO maakte er een videoclip van waarin Kaagman zwoel en uitdagend (althans volgens toenmalige normen) en sexy gekleed in een blauw pak van Carla V. de camera in keek. Radio Veronica benoemde het nummer tot alarmschijf en het nummer kwam de Nederlandse Top 40 en de Nationale Hitparade binnen; in beide lijsten haalde het de nummer 1-positie. Zwitserland, Duitsland, Portugal en Denemarken volgden, in Oostenrijk kwam het niet verder dan plaats 14.
B-kant was het instrumentale Answer Me (5:16) van hetzelfde album. De hoes is behalve de titel gelijk aan die van de elpee.

## Musici
- zang: Jerney Kaagman
- gitaar: Chris Koerts
- basgitaar: Bert Ruiter
- toetsen: Gerard Koerts
- slagwerk: Ab Tamboer

## Covers
In 1997 verscheen een cover van Chips, die was opgenomen in 1980. In 2003 was het de beurt aan Scooter, hij verwerkte het in een houseversie als Weekend!, die ook Dancesmash op Radio 538 en de Nederlandse lijsten haalden alsook in Australië (plaats 37) , België (35), Denemarken (4), Duitsland (2), Finland (7), Ierland (14), Noorwegen (3), Oostenrijk (4), het Verenigd Koninkrijk (12), Zweden (9) en Zwitserland (33).

## Lijsten

### Nederlandse Top 40
| "Weekend (Earth & Fire)" in de Nederlandse Top 40 binnen: 10-11-1979 | "Weekend (Earth & Fire)" in de Nederlandse Top 40 binnen: 10-11-1979 | "Weekend (Earth & Fire)" in de Nederlandse Top 40 binnen: 10-11-1979 | "Weekend (Earth & Fire)" in de Nederlandse Top 40 binnen: 10-11-1979 | "Weekend (Earth & Fire)" in de Nederlandse Top 40 binnen: 10-11-1979 | "Weekend (Earth & Fire)" in de Nederlandse Top 40 binnen: 10-11-1979 | "Weekend (Earth & Fire)" in de Nederlandse Top 40 binnen: 10-11-1979 | "Weekend (Earth & Fire)" in de Nederlandse Top 40 binnen: 10-11-1979 | "Weekend (Earth & Fire)" in de Nederlandse Top 40 binnen: 10-11-1979 | "Weekend (Earth & Fire)" in de Nederlandse Top 40 binnen: 10-11-1979 | "Weekend (Earth & Fire)" in de Nederlandse Top 40 binnen: 10-11-1979 | "Weekend (Earth & Fire)" in de Nederlandse Top 40 binnen: 10-11-1979 | "Weekend (Earth & Fire)" in de Nederlandse Top 40 binnen: 10-11-1979 | "Weekend (Earth & Fire)" in de Nederlandse Top 40 binnen: 10-11-1979 | "Weekend (Earth & Fire)" in de Nederlandse Top 40 binnen: 10-11-1979 |
| Week                                                                 | 1                                                                    | 2                                                                    | 3                                                                    | 4                                                                    | 5                                                                    | 6                                                                    | 7                                                                    | 8                                                                    | 9                                                                    | 10                                                                   | 11                                                                   | 12                                                                   | 13                                                                   |                                                                      |
| -------------------------------------------------------------------- | -------------------------------------------------------------------- | -------------------------------------------------------------------- | -------------------------------------------------------------------- | -------------------------------------------------------------------- | -------------------------------------------------------------------- | -------------------------------------------------------------------- | -------------------------------------------------------------------- | -------------------------------------------------------------------- | -------------------------------------------------------------------- | -------------------------------------------------------------------- | -------------------------------------------------------------------- | -------------------------------------------------------------------- | -------------------------------------------------------------------- | -------------------------------------------------------------------- |
| Positie                                                              | 28                                                                   | 13                                                                   | 8                                                                    | 2                                                                    | 2                                                                    | 1                                                                    | 1                                                                    | 1                                                                    | 3                                                                    | 5                                                                    | 12                                                                   | 19                                                                   | 39                                                                   | uit                                                                  |

| "Weekend (Scooter)" in de Nederlandse Top 40 binnen: week 20/2003 | "Weekend (Scooter)" in de Nederlandse Top 40 binnen: week 20/2003 | "Weekend (Scooter)" in de Nederlandse Top 40 binnen: week 20/2003 | "Weekend (Scooter)" in de Nederlandse Top 40 binnen: week 20/2003 | "Weekend (Scooter)" in de Nederlandse Top 40 binnen: week 20/2003 | "Weekend (Scooter)" in de Nederlandse Top 40 binnen: week 20/2003 | "Weekend (Scooter)" in de Nederlandse Top 40 binnen: week 20/2003 | "Weekend (Scooter)" in de Nederlandse Top 40 binnen: week 20/2003 | "Weekend (Scooter)" in de Nederlandse Top 40 binnen: week 20/2003 | "Weekend (Scooter)" in de Nederlandse Top 40 binnen: week 20/2003 | "Weekend (Scooter)" in de Nederlandse Top 40 binnen: week 20/2003 | "Weekend (Scooter)" in de Nederlandse Top 40 binnen: week 20/2003 |
| Week                                                              | 1                                                                 | 2                                                                 | 3                                                                 | 4                                                                 | 5                                                                 | 6                                                                 | 7                                                                 | 8                                                                 | 9                                                                 | 10                                                                |                                                                   |
| ----------------------------------------------------------------- | ----------------------------------------------------------------- | ----------------------------------------------------------------- | ----------------------------------------------------------------- | ----------------------------------------------------------------- | ----------------------------------------------------------------- | ----------------------------------------------------------------- | ----------------------------------------------------------------- | ----------------------------------------------------------------- | ----------------------------------------------------------------- | ----------------------------------------------------------------- | ----------------------------------------------------------------- |
| Positie                                                           | 20                                                                | 20                                                                | 21                                                                | 17                                                                | 18                                                                | 22                                                                | 22                                                                | 23                                                                | 29                                                                | 36                                                                | uit                                                               |

### Single Top 100
| "Weekend (Earth & Fire)" in de Nationale Hitparade binnen: 17-11-1979 | "Weekend (Earth & Fire)" in de Nationale Hitparade binnen: 17-11-1979 | "Weekend (Earth & Fire)" in de Nationale Hitparade binnen: 17-11-1979 | "Weekend (Earth & Fire)" in de Nationale Hitparade binnen: 17-11-1979 | "Weekend (Earth & Fire)" in de Nationale Hitparade binnen: 17-11-1979 | "Weekend (Earth & Fire)" in de Nationale Hitparade binnen: 17-11-1979 | "Weekend (Earth & Fire)" in de Nationale Hitparade binnen: 17-11-1979 | "Weekend (Earth & Fire)" in de Nationale Hitparade binnen: 17-11-1979 | "Weekend (Earth & Fire)" in de Nationale Hitparade binnen: 17-11-1979 | "Weekend (Earth & Fire)" in de Nationale Hitparade binnen: 17-11-1979 | "Weekend (Earth & Fire)" in de Nationale Hitparade binnen: 17-11-1979 | "Weekend (Earth & Fire)" in de Nationale Hitparade binnen: 17-11-1979 | "Weekend (Earth & Fire)" in de Nationale Hitparade binnen: 17-11-1979 | "Weekend (Earth & Fire)" in de Nationale Hitparade binnen: 17-11-1979 | "Weekend (Earth & Fire)" in de Nationale Hitparade binnen: 17-11-1979 | "Weekend (Earth & Fire)" in de Nationale Hitparade binnen: 17-11-1979 |
| Week                                                                  | 1                                                                     | 2                                                                     | 3                                                                     | 4                                                                     | 5                                                                     | 6                                                                     | 7                                                                     | 8                                                                     | 9                                                                     | 10                                                                    | 11                                                                    | 12                                                                    | 13                                                                    | 14                                                                    |                                                                       |
| --------------------------------------------------------------------- | --------------------------------------------------------------------- | --------------------------------------------------------------------- | --------------------------------------------------------------------- | --------------------------------------------------------------------- | --------------------------------------------------------------------- | --------------------------------------------------------------------- | --------------------------------------------------------------------- | --------------------------------------------------------------------- | --------------------------------------------------------------------- | --------------------------------------------------------------------- | --------------------------------------------------------------------- | --------------------------------------------------------------------- | --------------------------------------------------------------------- | --------------------------------------------------------------------- | --------------------------------------------------------------------- |
| Positie                                                               | 30                                                                    | 5                                                                     | 1                                                                     | 1                                                                     | 1                                                                     | 1                                                                     | 1                                                                     | 1                                                                     | 2                                                                     | 1                                                                     | 7                                                                     | 11                                                                    | 24                                                                    | 50                                                                    | uit                                                                   |

| "Weekend (Scooter)" in de Mega Top 50 binnen: week 24-02-2003 | "Weekend (Scooter)" in de Mega Top 50 binnen: week 24-02-2003 | "Weekend (Scooter)" in de Mega Top 50 binnen: week 24-02-2003 | "Weekend (Scooter)" in de Mega Top 50 binnen: week 24-02-2003 | "Weekend (Scooter)" in de Mega Top 50 binnen: week 24-02-2003 | "Weekend (Scooter)" in de Mega Top 50 binnen: week 24-02-2003 | "Weekend (Scooter)" in de Mega Top 50 binnen: week 24-02-2003 | "Weekend (Scooter)" in de Mega Top 50 binnen: week 24-02-2003 | "Weekend (Scooter)" in de Mega Top 50 binnen: week 24-02-2003 | "Weekend (Scooter)" in de Mega Top 50 binnen: week 24-02-2003 | "Weekend (Scooter)" in de Mega Top 50 binnen: week 24-02-2003 | "Weekend (Scooter)" in de Mega Top 50 binnen: week 24-02-2003 | "Weekend (Scooter)" in de Mega Top 50 binnen: week 24-02-2003 | "Weekend (Scooter)" in de Mega Top 50 binnen: week 24-02-2003 | "Weekend (Scooter)" in de Mega Top 50 binnen: week 24-02-2003 | "Weekend (Scooter)" in de Mega Top 50 binnen: week 24-02-2003 | "Weekend (Scooter)" in de Mega Top 50 binnen: week 24-02-2003 | "Weekend (Scooter)" in de Mega Top 50 binnen: week 24-02-2003 | "Weekend (Scooter)" in de Mega Top 50 binnen: week 24-02-2003 |
| Week                                                          | 1                                                             | 2                                                             | 3                                                             | 4                                                             | 5                                                             | 6                                                             | 7                                                             | 8                                                             | 9                                                             | 10                                                            | 11                                                            | 12                                                            | 13                                                            | 14                                                            | 15                                                            | 16                                                            | 17                                                            |                                                               |
| ------------------------------------------------------------- | ------------------------------------------------------------- | ------------------------------------------------------------- | ------------------------------------------------------------- | ------------------------------------------------------------- | ------------------------------------------------------------- | ------------------------------------------------------------- | ------------------------------------------------------------- | ------------------------------------------------------------- | ------------------------------------------------------------- | ------------------------------------------------------------- | ------------------------------------------------------------- | ------------------------------------------------------------- | ------------------------------------------------------------- | ------------------------------------------------------------- | ------------------------------------------------------------- | ------------------------------------------------------------- | ------------------------------------------------------------- | ------------------------------------------------------------- |
| Positie                                                       | 55                                                            | 23                                                            | 12                                                            | 10                                                            | 8                                                             | 7                                                             | 7                                                             | 9                                                             | 16                                                            | 18                                                            | 22                                                            | 23                                                            | 29                                                            | 34                                                            | 42                                                            | 48                                                            | 69                                                            | uit                                                           |

### NPO Radio 2 Top 2000
| Nummer met noteringen in de NPO Radio 2 Top 2000 | '00 | '01 | '02 | '03 | '04 | '05  | '06  | '07  | '08  | '09  | '10  | '11  | '12  | '13  | '14  | '15  | '16  | '17  | '18  | '19  | '20  | '21  | '22  | '23  | '24  |
| ------------------------------------------------ | --- | --- | --- | --- | --- | ---- | ---- | ---- | ---- | ---- | ---- | ---- | ---- | ---- | ---- | ---- | ---- | ---- | ---- | ---- | ---- | ---- | ---- | ---- | ---- |
| Weekend                                          | 790 | 594 | 792 | 961 | 995 | 1049 | 1126 | 1369 | 1090 | 1282 | 1254 | 1461 | 1568 | 1580 | 1516 | 1706 | 1514 | 1475 | 1619 | 1719 | 1621 | 1484 | 1503 | 1737 | 1734 |

1. ↑  Een vetgedrukt getal geeft de hoogste notering aan.
2. ↑  2000 was het eerste jaar met een notering voor dit nummer.

## Weetje
Kaagman schonk haar blauwe pak, ontworpen door Carla V., in 2013 aan het Nederlands Instituut voor Beeld en Geluid.